# Список керівників держав 455 року
Список керівників держав 455 року — це перелік правителів країн світу 455 року.
Список керівників держав 454 року — 455 рік — Список керівників держав 456 року — Список керівників держав за роками

## Європа
- Айлех — Еоган Мак Ніалл (440—465)
- Арморика — Алдрієн (446—464)
- Боспорська держава — цар Рескупорід IX (430—458)
- Брихейніог — Бріхан ап Анлах (450—490)
- Брінейх — Гарбоніан ап Коел (420—445/460)
- Королівство бургундів — Гундіох (436—473)
- плем'я вандалів — король Гейзеріх (428—477)
- король вестготів — Теодорік II (453—467)
- Королівство Гвінед — Кунеда ап Едерн (450—460)
- Гепіди — Ардарік (420—454/460)
- плем'я гунів — цар Елак (453—454); Денгизих (454—469)
- Дал Ріада — Ерк мак Ехах (400—474)
- Дівед — Айргол Довгорукий (445—495)
- Думнонія — Ербін ап Костянтин (443—480)
- Ебраук — Мор ап Кенеу (450—470)
- Ірландія — верховний король Лоегайре мак Нілл (428—458)
- Королівство Кент — Хенгіст (455—488)
- Мунстер — Енгус мак Над Фройх (454—489)
- Король піктів — Друст I (412/413—452/480)
- Королівство Повіс — Друст I (412/413—452/480)
- Регед — Гураст Кудлатий (450—490)
- Римська імперія — Валентиніан III (425—455); Петроній Максим (455); Авіт (455—456)
  - Далмація (римська провінція) — Марцеллін (магістр армії) (454—468)
- Візантійська імперія — Маркіан (450—457)
- Королівство свевів — Рехіар (448—456)
- Стратклайд — Кінуіт ап Керетік (440—470)
- Уснех — Коналл Кремтайнне (455—480)
- Салічні франки — Меровей (447/448 — 457/458)
- Святий Престол — папа римський — Лев I (440—461)
- Візантійський єпископ - Анатолій (449—458)

## Азія
- Близький Схід:
  - Гассаніди — одразу кілька правителів
  - Кінда — Акіль-аль-Мурар (425—458)
  - Лахміди — Аль-Мунзір I (418/428 — 472/473)
- Диньяваді (династія Сур'я) — раджа Тюрія Ната (418—459)
- Іберійське царство — цар Вахтанг I Горгасалі (449—502)
- Кавказька Албанія — цар Ваче II (444—461)
- Індія:
  - Царство Вакатаків — магараджа Праварасена II (415/420—450/455); Нарендрасена (450/455—475/480)
  - Імперія Гуптів — Кумарагупта I (415—455); Скандагупта (455—467)
  - Держава Кадамба — Какуставарма (435—455); Сантіварма (455—460)
  - Раджарата — раджа Пітія (450—459)
- Індонезія:
  - Тарума — Вішнуварман (434—455); Індраварман (455—515)
- Китай:
  - Туюхун (Тогон) — Муюн Шеінь (452—481)
  - Династія Північна Вей — Вень-чен-ді (452—465)
  - Лю Сун — Лю Цзюнь (453—464)
  - Жужанський каганат — Юйцзюлюй Тухечжень (444—464)
- Корея:
  - Кая (племінний союз) — ван Чильджи (451—492)
  - Когурьо — тхеван (король) Чансу (413—491)
  - Пекче — король Керо (454—475)
  - Сілла — ісагим (король) Нольджи (417—458)
- Паган — король Тюе (439—494)
- Персія:
  - Держава Сасанідів — шахіншах Єздигерд II (438/439-457)
    - хушнаваз й магашахі ефталітів і алхон-гунів в Траноксіані, Тохаристані й Гандхарі Хінґіла I (440—490)
- Тямпа — Фан Янг Маі II (431—455); Фан Шенхенг (455—472)
- Хим'яр — Хасан Їха'мін (440—458)
- Японія — Імператор Анко (454-476)

## Африка
- Королівство вандалів і аланів — Гейзеріх (439—477)

## Північна Америка
- Мутульське царство — Сіхях-Чан-К'авііль II (411—456)
- Баакульське царство — Каспер II (435/440-487)